# مايكل باربيري (ممثل)
مايكل باربيري (بالإنجليزية: Michael Barbieri)‏ هو ممثل أمريكي من أصل إيطالي. ولد في مدينة نيويورك، سنة 2002. كان دوره الأبرز هو في فيلم ليتل مين (2016). كما  في 2017 ظهر في فيلم الرجل العنكبوت: العودة للوطن.

## أفلامه
| السنة | العنوان                      | دور          | ملاحظات |
| ----- | ---------------------------- | ------------ | ------- |
| 2016  | القاتل                       | بولوك        | قصير    |
| 2016  | الرجال الصغار                | توني كالفلي  |         |
| 2017  | الرجل العنكبوت: العودة للوطن | تشارلز ميرفي |         |
| 2017  | برج الظلام                   | تيمي         |         |

## روابط خارجية
- مايكل باربيري على موقع IMDb (الإنجليزية)
- مايكل باربيري على موقع قاعدة بيانات الفيلم (الإنجليزية)